# 1800년 프랑스 국민투표
1800년 프랑스 국민투표는 1800년 2월 실시되었다.

## 브뤼메르 18일의 쿠데타
프레리알 30일 쿠데타로 실권을 잡은 총재 정부의 시에예스는 정국을 안정시키기 위해 강력한 정부를 요구하여 헌법을 개정하려고 했다. 헌법 개정을 지지하는 원로원을 통과시킬 수는 있지만, 헌법 옹호파가 많은 오백인회를 설득하는 것은 무리라고 생각하고, 이집트 원정에서 막 돌아온 나폴레옹을 이용하여 군사 쿠데타를 획책했다. 원래 나폴레옹은 쿠데타를 성공시킬 칼의 역할 밖에 없었다. 나폴레옹 자신도 "시에예스가 배후였고, 나는 손 끝에 지나지 않았으며 주역은 아니었다. 단지 열매만은 받았다"고 술회하고 있다. 나폴레옹의 역할은 처음에는 수동적이었고, 배후가 아니었다. 하지만 나폴레옹 자신도 이집트 원정에서 적전 도주 범죄의 혐의를 안고 있어서 쿠데타가 필요한 것은 자명했던 상황이었다.

## 1799년 헌법
입법부는 "호민원(Tribunate, 100명)" "입법원(Core Legislatif, 300명)", 원로원(Senate, 31명)의 삼원제로 구성되었지만, 입법부의 권한은 1795년부터 감소하여, 3명의 통령, 특히 제1통령으로 나폴레옹에 의해 운영되는 행정부의 권력 집중이 진행되었다. 지금까지 헌법과 다른 권리 선언 (인권 선언)이 명시되지 않았다.

## 결과
| 공화력 8년 헌법 | 공화력 8년 헌법 | 공화력 8년 헌법 |
| 찬성 또는 반대  | 득표수          | 득표율          |
| --------------- | --------------- | --------------- |
| 찬성            | 3,011,007       | 99.94%          |
| 반대            | 1,562           | 0.06%           |
| 총 득표수       | 3,012,569       | 100.00%         |
| 투표율          | 53.74%          | 53.74%          |

## 같이 보기
- 나폴레옹
- 시에예스
- 브뤼메르 18일의 쿠데타
- 공화력 8년 헌법